# SN 2008hn
SN 2008hn – supernowa typu Ic odkryta 25 listopada 2008 roku w galaktyce NGC 2545. W momencie odkrycia miała maksymalną jasność 18,40m.